# Gineceu
|  | Per a altres significats, vegeu «gineceu (cambra)». |

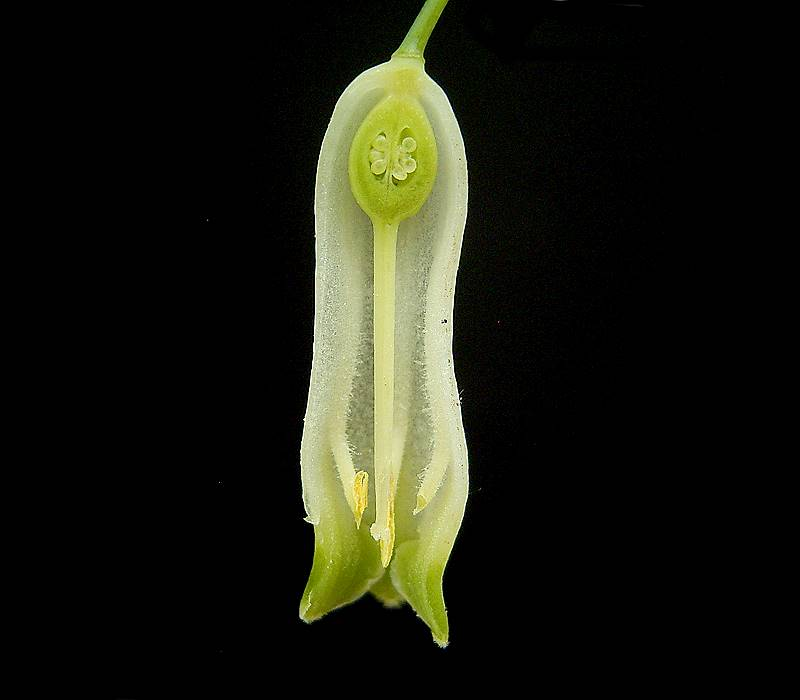
Gineceu d'una flor

El gineceu és el conjunt d'òrgans femenins d'una flor i és el més intern dels verticils florals. L'homòleg masculí és l'androceu. El gineceu està format pel conjunt de carpels d'una flor i se subdivideix en l'estigma, l'estil i l'ovari i, en el seu conjunt, forma el pistil. Gineceu prové del grec antic gynaeceum (γυναικηΐη / gynaikêïê), que era una sala destinada a les dones (gymnos).
A les gimnospermes, el carpel és obert. Per contra, a les angiospermes els carpels són sempre megasporofil·les i es repleguen sobre seu formant un òrgan tancat que es correspon amb el pistil.
La principal funció del gineceu és la reproducció atès que a l'interior de l'ovari té lloc la fecundació de l'òvul (que es troba dins del sac embrionari) pel pol·len. Així, dins de l'ovari hi ha un o més primordis seminals, inserits en uns indrets o zones concretes (les placentes). La disposició dels primordis dins l'ovari s'anomena placentació i té importància filogenètica i taxonòmica. Segons que els primordis es trobin sobre la lámina del carpel o vora el marge, es parla de placentació laminal o submarginal, respectivament. En relació amb l'ovari en general, la placentació pot ser axial, parietal, central o basal.
En les angiospermes, a més, el pistil protegeix els primordis seminals, tancats dins l'ovari, dels possibles atacs d'animals agressius o de pol·linitzadors massa afamats atès que aquest pistil és ben accessible.

Tipologia de l'ovari: I súper, II semiínfer i III ínfer

Funcionalment, un gineceu es compon d'un o més pistils. Un pistil pot constar d'un carpel lliure senzill (gineceu monocarpel·lar o unicarpel·lar) o bé estar format per un cert nombre de carpels (gineceu pluricarpel·lar o policarpel·lar) que se solden uns als altres (gineceu sincàrpic o cenocàrpic). Els gineceus apocàrpics tenen dos o més carpels individualitzats de manera definida. En les angiospermes, sovint el nombre i la disposició dels carpels no resulten directament evidents, però el pistil, en canvi, és un òrgan morfològic, uni- o pluricarpel·lar, fàcil de reconèixer. De vegades, el pistil és portat per un peu poc o molt llarg (ginòfor) que s'aixeca del centre del tàlem; altres cops hi ha un androginòfor que sosté i eleva els estams i el pistil.
En funció d'on és situat aquest pistil respecte a la resta de peces florals es parla de:
- ovari súper (flor hipògina): sí que té al voltant i per sota seu les altres peces florals.
- ovari ínfer (flor epígena): sí les altres peces florals queden aparentment en un pla superior respecte de l'ovari. En aquest cas, el tàlem pren forma de copa i se solda amb la base del pistil de manera que els primordis resten encara més protegits i inaccessibles. En cas intermedi es parla d'ovari semiínfer.

En alguns gèneres els estams i l'estil es fusionen, en diferents graus, formant una estructura que protegeix el gineceu anomenada ginostegi.